# Leonard Gansevoort
Leonard Gansevoort (* 14. Juli 1751 in Albany, Albany County, Provinz New York; † 26. August 1810 ebenda) war ein US-amerikanischer Rechtsanwalt, Offizier, Richter und Politiker.

## Werdegang
Leonard Gansevoort studierte Jura, bekam 1771 seine Zulassung als Anwalt und begann dann in Albany zu praktizieren. Während des Amerikanischen Unabhängigkeitskrieges bekleidete er den Dienstgrad eines Colonels in der leichten Kavallerie. Während dieser Zeit war er zwischen 1775 und 1776 auch Mitglied im Provinzkongress von New York. Im nachfolgenden Jahr war er vom 18. April bis zum 14. Mai 1777 Präsident von New York. Ferner war er zwischen 1777 und 1778 als Clerk von Albany County tätig. Gansevoort war in den Jahren 1778, 1779 und 1788 Mitglied in der New York State Assembly. Während dieser Zeitperiode nahm er 1786 an der Handelsversammlung in Annapolis (Maryland) teil. Zwei Jahre später wurde er in den Kontinentalkongress gewählt. Danach war er von 1791 bis 1793 im Senat von New York tätig. Er bekleidete dann von 1794 bis 1797 den Posten eines Richters von Albany County. Im letzten Jahr war er auch Mitglied des Council of Appointments. Gansevoort war von 1799 bis zu seinem Tod 1810 Richter am Nachlassgericht. Nach seinem Tod wurde er auf dem Albany Rural Cemetery beigesetzt.